# 卢考奇·沙罗尔陶
卢考奇·沙罗尔陶（匈牙利語：Lukacs Sárolta），原名马泰·沙罗尔陶（Máthé Sárolta），匈牙利女子乒乓球运动员。她曾获得2枚欧洲乒乓球锦标赛金牌。